# Alessandro Damasceni Peretti
Alessandro Damasceni Peretti (Montalto delle Marche, 1571 – Roma, 2 giugno 1623) è stato un cardinale italiano.

## Biografia
Alessandro Damasceni Peretti nacque nel 1571 a Montalto delle Marche. Era figlio di Fabio Damasceni e di Maria Felicita Mignucci Peretti, nipote di papa Sisto V (1585-1590) per parte di madre. Alessandro era pertanto pronipote del pontefice e venne conosciuto anche con il nomignolo di "Cardinal di Montalto". Era zio del cardinale Francesco Peretti di Montalto (1641).
Intrapresa la carriera ecclesiastica, favorito dal prozio, entrò prestissimo a far parte del clero romano.
Fu creato cardinale nel concistoro del 13 maggio 1585 ad appena 14 anni di età e fino alla nomina del cardinale Odoardo Farnese, effettuata da Gregorio XIV, è stato il porporato italiano più giovane. Fu il primo cardinale nominato dal neoeletto pontefice. Ricevette la porpora ed il titolo cardinalizio di San Girolamo dei Croati (diaconia pro illa vice) il 14 giugno 1585 e ottenne nel contempo la qualifica di patrizio veneto. Fu nominato governatore perpetuo di Fermo il 15 novembre 1586. Optò quindi per la diaconia di Santa Maria in Cosmedin il 20 aprile 1587, passando a quella di Sant'Eustachio l'11 settembre di quello stesso anno. Nominato Legato a Bologna il 26 ottobre 1587, divenne Vice-Cancelliere di Santa Romana Chiesa dal 13 marzo 1589 sino al giorno della sua morte. Scelse quindi il titolo presbiteriale di San Lorenzo in Damaso, accogliendolo come diaconia pro illa vice, il 13 marzo 1589. Governatore di Città della Pieve in quello stesso 1589, divenne abate commendatario di Farfa e Santa Maria in Cellis (dal 1590 al 1620).
Alla morte del prozio, partecipò al conclave del 1590 eleggendo Urbano VII. Prese quindi parte al nuovo conclave che quello stesso anno elesse Gregorio XIV e poi a quello del 1591 che elesse Innocenzo IX, ed infine a quello del 1592 che elesse pontefice Clemente VIII. Nominato assieme ai cardinali Mariano Pierbenedetti e Antonmaria Salviati alla prefettura di Roma della Sacra Consulta delle città dello stato pontificio nel 1592, venne nominato nuovamente Legato a Bologna il 13 novembre (o 18 novembre) 1592 a questa carica, ricevendo una proroga della legazione il 23 ottobre 1595, promossa nuovamente il 30 luglio 1598 e nuovamente il 20 novembre 1601: occupò il posto sino al 1605. Partecipò in quello stesso anno al conclave che elesse Leone XI ed al successivo che elesse Paolo V. Optò quindi per l'ordine presbiterale il 30 marzo 1620 e ottenne in presbiterato quella che aveva ricevuto in diaconia pro illa vice. Divenne in seguito cardinale protopresbitero.
Ottenuta la carica di cardinale-vescovo, optò per la sede suburbicaria di Albano, mantenendo questo titolo in commendam dal 6 aprile 1620, venendo consacrato vescovo il 19 luglio di quello stesso anno, nella cappella del Palazzo del Quirinale per mano di Paolo V, assistito dai cardinali Benedetto Giustiniani, Andrea Baroni Peretti Montalto, Alessandro d'Este ed Alessandro Orsini. Partecipò al conclave del 1621 che elesse Gregorio XV.
Morì il 2 giugno 1623, alle 6.00, di congestione, nel Palazzo della Cancelleria di Roma. Venne sepolto nella cappella del Santo Presepio della Basilica di San Giovanni in Laterano.
Alla sua munificenza si deve la cupola della Chiesa di Sant'Andrea della Valle.
La cupola, terza per grandezza a Roma dopo quella della Basilica di San Pietro e del Pantheon, fu inaugurata il 6 novembre 1622 dopo che il cardinale ebbe affidato i lavori nel 1608 all'architetto Carlo Maderno. La decorazione del catino fu poi affidata al Lanfranco e i quattro pennacchi al Domenichino.
Il busto marmoreo che lo ritrae, opera di Gian Lorenzo Bernini, è conservato nella Kunsthalle di Amburgo in Germania.

## Genealogia episcopale
La genealogia episcopale è:
- Cardinale Guillaume d'Estouteville, O.S.B.Clun.
- Papa Sisto IV
- Papa Giulio II
- Cardinale Raffaele Riario
- Papa Leone X
- Papa Paolo III
- Cardinale Francesco Pisani
- Cardinale Alfonso Gesualdo
- Papa Clemente VIII
- Papa Paolo V
- Cardinale Alessandro Damasceni Peretti

## Ascendenza
|                                      |                 |                                             | Genitori      |  |  | Nonni |  |  | Bisnonni |  |  | Trisnonni |  |
|                                      |                 |                                             |               |  |  |       |  |  | …        |  |  | …         |  |
|                                      |                 |                                             |               |  |  |       |  |  | …        |  |  | …         |  |
|                                      |                 | …                                           |               |  |  |       |  |  | …        |  |  |           |  |
| …                                    |                 |                                             |               |  |  |       |  |  | …        |  |  |           |  |
|                                      |                 | …                                           | …             |  |  |       |  |  |          |  |  |           |  |
|                                      |                 | …                                           | …             |  |  |       |  |  |          |  |  |           |  |
|                                      |                 | …                                           | …             |  |  |       |  |  |          |  |  |           |  |
| Fabio Damasceni                      |                 | …                                           |               |  |  |       |  |  |          |  |  |           |  |
|                                      |                 | …                                           | …             |  |  |       |  |  |          |  |  |           |  |
|                                      |                 | …                                           | …             |  |  |       |  |  |          |  |  |           |  |
|                                      |                 | …                                           | …             |  |  |       |  |  |          |  |  |           |  |
| …                                    |                 | …                                           |               |  |  |       |  |  |          |  |  |           |  |
|                                      |                 | …                                           | …             |  |  |       |  |  |          |  |  |           |  |
|                                      |                 | …                                           | …             |  |  |       |  |  |          |  |  |           |  |
|                                      |                 | …                                           | …             |  |  |       |  |  |          |  |  |           |  |
| Alessandro Damasceni Peretti         |                 | …                                           |               |  |  |       |  |  |          |  |  |           |  |
|                                      | Tullio Mignucci | …                                           |               |  |  |       |  |  |          |  |  |           |  |
|                                      | Tullio Mignucci | …                                           |               |  |  |       |  |  |          |  |  |           |  |
|                                      | Tullio Mignucci | …                                           |               |  |  |       |  |  |          |  |  |           |  |
| Giambattista Mignucci                | Tullio Mignucci |                                             |               |  |  |       |  |  |          |  |  |           |  |
|                                      |                 | …                                           | …             |  |  |       |  |  |          |  |  |           |  |
|                                      |                 | …                                           | …             |  |  |       |  |  |          |  |  |           |  |
|                                      |                 | …                                           | …             |  |  |       |  |  |          |  |  |           |  |
| Maria Felice Mignucci Peretti        |                 | …                                           |               |  |  |       |  |  |          |  |  |           |  |
|                                      |                 | Francesco Piergentile "Peretto di Montalto" | Giacomo Ricci |  |  |       |  |  |          |  |  |           |  |
|                                      |                 | Francesco Piergentile "Peretto di Montalto" | Giacomo Ricci |  |  |       |  |  |          |  |  |           |  |
|                                      |                 | Francesco Piergentile "Peretto di Montalto" | …             |  |  |       |  |  |          |  |  |           |  |
| Camilla Peretti, marchesa di Venafro |                 | Francesco Piergentile "Peretto di Montalto" |               |  |  |       |  |  |          |  |  |           |  |
|                                      |                 | Mariana Ricucci                             | …             |  |  |       |  |  |          |  |  |           |  |
|                                      |                 | Mariana Ricucci                             | …             |  |  |       |  |  |          |  |  |           |  |
|                                      |                 | Mariana Ricucci                             | …             |  |  |       |  |  |          |  |  |           |  |
|                                      |                 | Mariana Ricucci                             |               |  |  |       |  |  |          |  |  |           |  |